# Фрідріх Альперс
Фрідріх Людвіг Герберт «Фріц» Альперс (нім. Friedrich Ludwig Herbert «Fritz» Alpers; 25 березня 1901, Зоннеберг, Брауншвейг — 3 вересня 1944 поблизу Монса, Бельгія) — державний і партійний діяч часів Третього рейху, обергруппенфюрер СС (21 червня 1943 року).

## Життєпис
Син вчителя протестантської початкової школи. Навчався з 1907 по 1911 рік в початковій школі в Зоннеберзі, а потім до березня 1919 року в гуманітарній «Martino-Katharineum» -Gymnasium в Брауншвейгу, де отримав атестат про закінчення середньої школи. З травня 1919 по березень 1920 був членом Добровольчого корпусу. З 1923 по 1924 року вивчав економіку і право в Грайфсвальском, Мюнхенському і Гейдельберзькому університетах. З 1924 по 1928 рік працював в різних юридичний фірмах Брауншвейга. Після отримання диплома з 1929 до 1933 року працював юристом.
У 1929 році вступив в НСДАП (квиток № 132 812), а в травні 1930 року — в СА у званні штурмфюрера. У 1930 році обраний від НСДАП членом ландтагу Брауншвейга. 1 березня 1931 року вступив у СС (посвідчення № 6 427), був командиром 1-го, а з 1932 року — 2-го штурмбанна 12-го штандарту СС.
З 8 жовтня 1932 по 3 травня 1933 року — командир 49-го штандарту СС. Займав посаду обласного лісничого провінції Бранденбург, був протеже Германа Герінга. З 8 травня 1933 року — державний міністр юстиції і фінансів Брауншвейга.
1 грудня 1937 був зарахований в Особистий штаб рейхсфюрера СС. З 1940 по 3 вересня 1944 року — генерал-лісничий (Generalforstmeister). У 1941 році Герінг призначив Фрідріха Альперса керівником робочої групи лісів в очолюваному ним управлінні по чотирирічного плану. Був також членом економічного штабу «Схід», який займався пограбуванням природних багатств СРСР.
У січні 1942 року вирішив вступити у діючі частини Люфтваффе, де був призначений командиром 4-ї зенітної розвідувальної групи, отримав чин майора резерву.
З 21 серпня 1944 року — командир 9-го парашутного полку. Брав участь в боях в Нормандії.

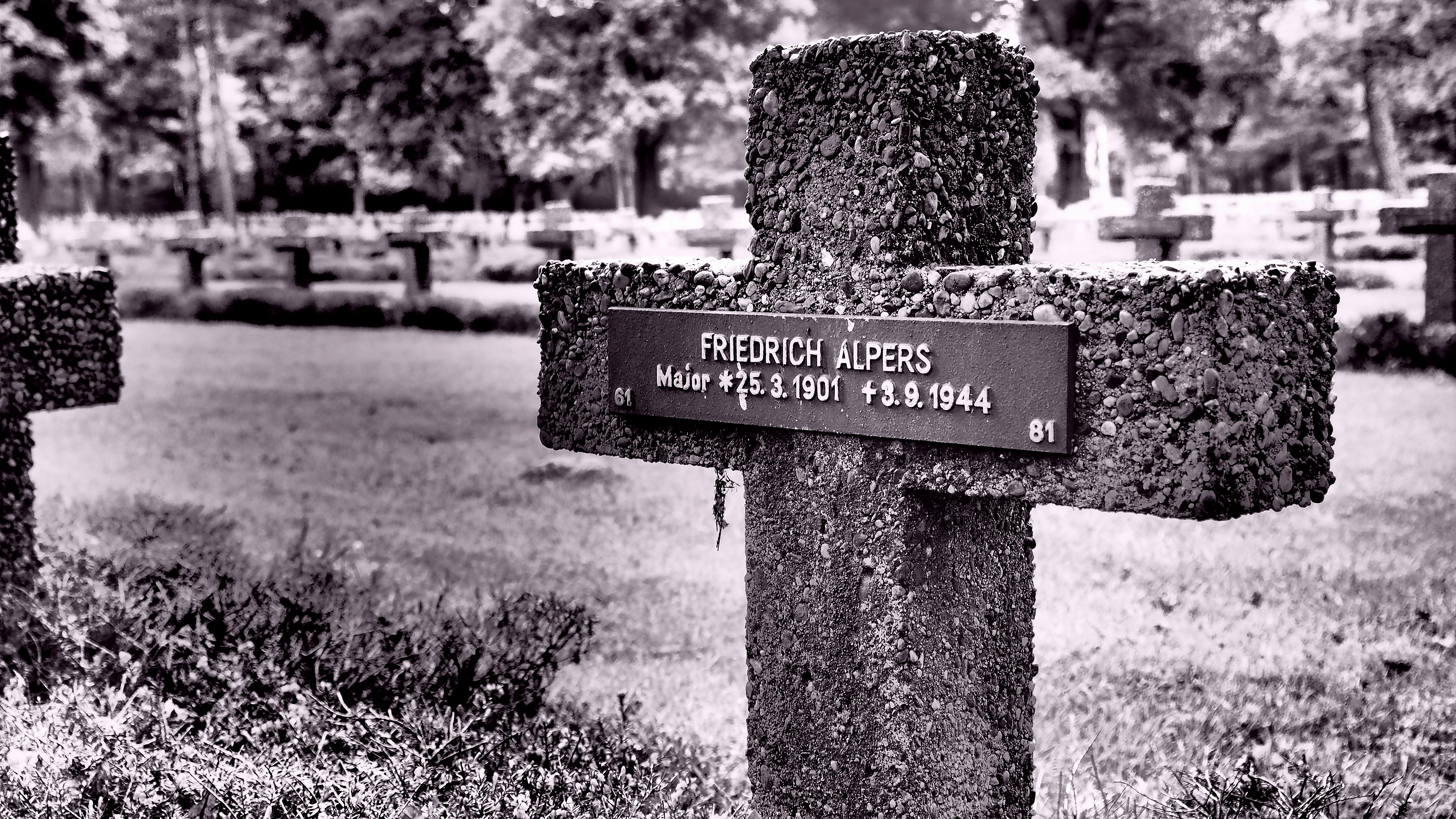
Могила Альперса

3 вересня був важко поранений і покінчив життя самогубством.

## Звання
- Штурмфюрер СА (1 травня 1930)
- Анвертер СС (1 лютого 1931)
- Манн СС (1 березня 1931)
- Шарфюрер СС (26 жовтня 1931)
- Труппфюрер СС (15 грудня 1931)
- Штурмфюрер СС (18 березня 1932)
- Штурмгауптфюрер СС (5 квітня 1932)
- Штурмбаннфюрер СС (8 жовтня 1932)
- Штандартенфюрер СС (3 травня 1933)
- Статс-міністр (8 травня 1933)
- Оберфюрер СС (9 листопада 1934)
- Бригадефюрер СС (30 січня 1936)
- Райхсштелленляйтер НСДАП (1937)
- Фельдфебель резерву люфтваффе (31 березня 1937)
- Лейтенант резерву люфтваффе (1 вересня 1937)
- Статс-секретар (1 листопада 1937)
- Обер-лейтенант резерву люфтваффе (1 березня 1939)
- Гауптман резерву люфтваффе (5 вересня 1939)
- Группенфюрер СС (20 квітня 1941)
- Майор резерву люфтваффе (1 червня 1942)
- Обергруппенфюрер СС (21 червня 1943)

## Нагороди
- Знак учасника зльоту СА в Брауншвейзі 1931
- Німецький кінний знак в сріблі
- Німецька імперська відзнака за фізичну підготовку в сріблі
- Почесний кут старих бійців
- Почесний хрест ветерана війни
- Цивільний знак СС (№ 1 255)[3]
- Йольський свічник (16 грудня 1935)[3]
- Німецький кінний знак у сріблі[3]
- Кільце «Мертва голова»
- Почесний кинджал СС[3]
- Почесна шпага рейхсфюрера СС
- Нагрудний знак спостерігача (1 січня 1938)[3]
- Медаль «У пам'ять 1 жовтня 1938»[3]

### Друга світова війна
- Залізний хрест 2-го класу (1939)
- Залізний хрест 1-го класу (2 червня 1940)
- Німецький хрест в золоті (9 квітня 1942) — як гауптман (капітан) авіації[3]
- Лицарський хрест Залізного хреста (14 жовтня 1942) — як майор авіації і командир 4-ї зенітної розвідувальної групи[3]
- Золотий партійний знак НСДАП (30 січня 1943)
- Кримський щит (20 березня 1943)
- Знак парашутиста Німеччини (1944)[3]
- Авіаційна планка розвідувальної групи в золоті
- Медаль «За вислугу років в НСДАП» в бронзі і сріблі (15 років)
- Медаль «За вислугу років у СС»
- Авіаційна планка розвідника в золоті